# Sempervivum gillianii
Sempervivum gillianii ist eine Pflanzenart aus der Gattung der Hauswurzen (Sempervivum) in der Familie der Dickblattgewächse (Crassulaceae). Das Artepitheton gillianii ehrt Gillian Meadows, die Zeichnungen für einen Artikel über die Gattung Sempervivum anfertigte.

## Beschreibung

### Vegetative Merkmale
Sempervivum gillianii wächst als Rosettenpflanze mit einem Durchmesser von 4 bis 6 Zentimeter und bildet kurze Ausläufer. Die länglich spateligen, grünen Laubblätter sind ausgebreitet. Sie besitzen spitz zulaufende, tiefbraune, zurückgebogene Spitzen. Die Blattspreite ist etwa 30 Millimeter lang, 10 Millimeter breit und etwa 3 Millimeter dick.

### Generative Merkmale
Die 13- bis 15-zähligen Blüten weisen einen Durchmesser von etwa 2,5 Zentimeter auf. Ihre eiförmig lanzettlichen, spitzen  Kelchblätter sind etwa 10 Millimeter lang und 2 Millimeter breit. Die Kronblätter sind grünlich gelb, die Staubfäden violett. Die gerundeten Nektarschüppchen sind ausgebreitet.

## Systematik und Verbreitung
Sempervivum gillianii ist in der Türkei im Norden von Kleinasien auf felsigen Kalksteinhängen in Höhen von 1800 bis 2100 Metern verbreitet.
Die Erstbeschreibung durch Clara Winsome Muirhead wurde 1969 veröffentlicht.

## Nachweise